# Evariste Pierron
Evariste Pierron (Seneffe, 24 februari 1843 - Sint-Jans-Molenbeek, 1 juni 1898) was een Belgisch syndicalist en politicus voor de POB.

## Levensloop
Pierron behoorde tot de stichters van de Nationale Federatie van Metaalarbeiders (NFM), opgericht te Brussel op 12 en 13 september 1886. In 1888 werd hij aangesteld als eerste voorzitter van deze vakcentrale, een functie die hij uitoefende tot aan zijn dood. Hij werd opgevolgd in deze hoedanigheid door Theodoor Bekaert.
Daarnaast was hij socialistisch gemeenteraadslid in Sint-Jans-Molenbeek. In deze gemeente werd een straat naar hem vernoemd, met name de Evariste Pierronstraat.
Hij was de vader van Sander Pierron.